# منتخب فنلندا لكأس فيد
منتخب فنلندا لكأس فيد (بالفنلندية: Suomen Fed Cup -joukkue)‏ هو ممثل فنلندا الرسمي في كرة المضرب في كأس فيد.